# Tóla
Tóla (hebrejsky תּוֹלָע‎, Tola) je jméno dvou starozákonních postav. Jméno je vykládáno jako „Červec“ či „Karmazín“.

## Isacharův syn
První zmínku v Bibli o muži tohoto jména lze najít v knize Genesis, kde figuruje jako jméno Isacharova syna. Pozdější biblický rodopisný seznam vyjmenovává 6 jeho synů, z nichž se stali „náčelníci otcovských rodů Tólových“ neboli náčelníci tólské čeledi.

## Starozákonní soudce

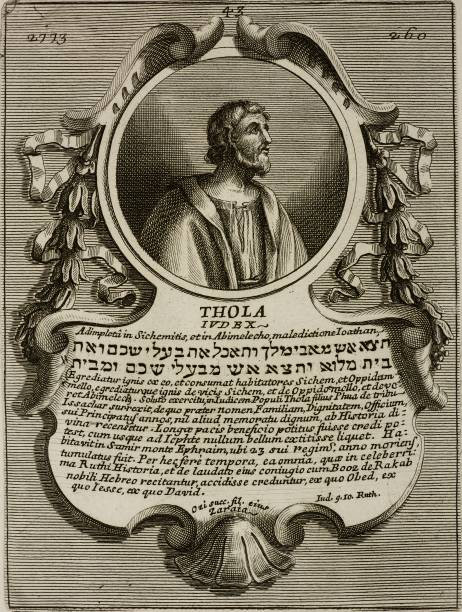
Portrét soudce Tóly

Tóla bylo též jméno starozákonního soudce, o němž se krátce zmiňuje kniha Soudců. Soudil syny Izraele po smrti soudce Abímeleka 23 let. Podle Davida Ganse toto období spadá do let 2719–2742 od stvoření světa neboli do let 1043–1019 před naším letopočtem a v řetězci tradentů ústní Tóry je Tóla zařazován na sedmé místo hned po soudci Gedeónovi. Rodem Tóla pocházel z izraelského kmene Isachar a jeho soudní dvůr sídlil v Šamíru, kde byl také pochován. Po smrti Tóly soudil syny Izraele soudce Jaír Gileádský, který je zároveň osmým tradentem ústí Tóry.